# West Indies Cricket Team in Indien in der Saison 2013/14
Die Tour des West Indies Cricket Teams nach Indien in der Saison 2013/14 fand vom 31. Oktober bis zum 27. November 2013 statt. Die internationale Cricket-Tour war Bestandteil der Internationalen Cricket-Saison 2013/14 und umfasste zwei Tests und drei ODIs. Indien gewann die Test-Serie 2–0 und die ODI-Serie 2-1.

## Vorgeschichte

### Einordnung
Für die West Indies war es die erste Tour der Saison, die vorhergehende fand gegen Pakistan statt. Indien bestritt zuvor eine Heimtour gegen Australien. Die letzte Tour der beiden Mannschaften gegeneinander fand in der Saison 2011/12 mit einer Test- und einer ODI-Serie in Indien statt.

### Sachin Tendulkar
Vor der Tour verkündete der indische Batsman Sachin Tendulkar, dass der zweite Test, der sein 200. Test Match für Indien war, sein letzter für die indische Mannschaft seien soll. Daraufhin brach der indische Verband mit seiner üblichen Zuweisung von Test Matches auf die existierenden Test-Stadien und vergab diesen Test in Tendulkars Heim-Stadion nach Mumbai.

## Stadien
Die folgenden Stadien wurden für die Tour als Austragungsort vorgesehen und am 4. September 2013 bekanntgegeben.
| Stadion       | Stadt                    | Kapazität | Spiele  |
| ------------- | ------------------------ | --------- | ------- |
| Kochi         | Jawaharlal Nehru Stadium | 75.000    | 1. ODI  |
| Kolkata       | Eden Gardens             | 82.000    | 1. Test |
| Kanpur        | Green Park Stadium       | 33.000    | 3. ODI  |
| Mumbai        | Wankhede Stadium         | 33.108    | 2. Test |
| Visakhapatnam | ACA-VDCA Cricket Stadium | 30.000    | 2. ODI  |

## Kaderlisten
Die West Indies benannten ihren Test-Kader am 4. Oktober, und ihren ODI-Kader am 9. November 2013.
Indien benannte seinen Test-Kader am 31. Oktober,  und seinen ODI-Kader am 12. November 2013.
| Test | Test | ODI | ODI |
| Indien | West Indies | Indien | West Indies |
| --- | --- | --- | --- |
| - MS Dhoni (K, wk) - Ravichandran Ashwin - Shikhar Dhawan - Virat Kohli - Bhuvneshwar Kumar - Amit Mishra - Mohammed Shami - Pragyan Ojha - Cheteshwar Pujara - Ajinkya Rahane - Ishant Sharma - Rohit Sharma - Sachin Tendulkar - Murali Vijay - Umesh Yadav | - Darren Sammy (K) - Tino Best - Darren Bravo - Shivnarine Chanderpaul - Sheldon Cottrell - Narsingh Deonarine - Kirk Edwards - Shannon Gabriel - Chris Gayle - Veerasammy Permaul - Kieran Powell - Denesh Ramdin (wk) - Marlon Samuels - Shane Shillingford - Chadwick Walton (wk) | - MS Dhoni (K, wk) - Ravichandran Ashwin - Shikhar Dhawan - Ravindra Jadeja - Virat Kohli - Bhuvneshwar Kumar - Amit Mishra - Mohammed Shami - Suresh Raina - Ambati Rayudu - Mohit Sharma - Rohit Sharma - Jaydev Unadkat - Vinay Kumar - Yuvraj Singh | - Dwayne Bravo (K) - Tino Best - Darren Bravo - Johnson Charles (wk) - Narsingh Deonarine - Chris Gayle - Jason Holder - Sunil Narine - Veerasammy Permaul - Kieran Powell - Denesh Ramdin (wk) - Ravi Rampaul - Darren Sammy - Marlon Samuels - Lendl Simmons |

## Tour Matches
| 31. Oktober – 2. November Scorecard | Kolkata | West Indians 466 (103.3) & 199-5 (37) | – | Uttar Pradesh 372-9d (96.3) |
|                                     |         | Remis                                 |   |                             |

## Tests

### Erster Test in Kolkata
| 6. – 10. November Scorecard | Kolkata | West Indies 234 (78) & 168 (54.1)            | – | Indien 453 (129.3) |
|                             |         | Indien gewinnt mit einem Innings und 51 Runs |   |                    |

### Zweiter Test in Mumbai
| 14. – 18. November Scorecard | Mumbai | West Indies 182 (55.2) & 187 (47)             | – | Indien 495 (108) |
|                              |        | Indien gewinnt mit einem Innings und 126 Runs |   |                  |

## One-Day Internationals

### Erstes ODI in Kochi
| 21. November Scorecard | Kochi | West Indies 211 (48.5)       | – | Indien 212-4 (35.2) |
|                        |       | Indien gewinnt mit 6 Wickets |   |                     |

### Zweites ODI in Visakhapatnam
| 24. November Scorecard | Visakhapatnam | Indien 288-7 (50)                 | – | West Indies 289 (49.3) |
|                        |               | West Indies gewinnt mit 2 Wickets |   |                        |

### Drittes ODI in Mohali
| 27. November Scorecard | Kanpur | West Indies 263-5 (50)       | – | Indien 266-5 (46.1) |
|                        |        | Indien gewinnt mit 5 Wickets |   |                     |

## Statistiken
Die folgenden Cricketstatistiken wurden bei dieser Tour erzielt.
| Tests                  | Tests       | Tests   | Tests   | Tests   | Tests   | Tests   | Tests   | Tests   |
| Batting                | Batting     | Batting | Batting | Batting | Batting | Batting | Batting | Batting |
| Spieler                | Mannschaft  | Spiele  | Innings | Runs    | Average | HS      | 100s    | 50s     |
| ---------------------- | ----------- | ------- | ------- | ------- | ------- | ------- | ------- | ------- |
| Rohit Sharma           | Indien      | 2       | 2       | 288     | 288,00  | 177     | 2       | 0       |
| Ravichandran Ashwin    | Indien      | 2       | 2       | 154     | 77,00   | 124     | 1       | 0       |
| Shivnarine Chanderpaul | West Indies | 2       | 4       | 133     | 44,33   | 41      | 0       | 0       |
| Cheteshwar Pujara      | Indien      | 2       | 2       | 130     | 65,00   | 113     | 1       | 0       |
| Kieran Powell          | West Indies | 2       | 4       | 121     | 30,25   | 48      | 0       | 0       |
| Bowling                |             |         |         |         |         |         |         |         |
| Spieler                | Mannschaft  | Spiele  | Overs   | Wickets | Average | BBI     | 5W      | 10W     |
| Ravichandran Ashwin    | Indien      | 2       | 72      | 12      | 19,33   | 4/89    | 0       | 0       |
| Pragyan Ojha           | Indien      | 2       | 66.2    | 11      | 16,18   | 5/40    | 2       | 1       |
| Mohammed Shami         | Indien      | 2       | 49.1    | 11      | 16,54   | 5/47    | 1       | 0       |
| Shane Shillingford     | West Indies | 2       | 98      | 11      | 31,45   | 6/167   | 2       | 0       |
| Bhuvneshwar Kumar      | Indien      | 2       | 40      | 3       | 34,00   | 1/20    | 0       | 0       |

| ODIs                | ODIs        | ODIs    | ODIs    | ODIs    | ODIs    | ODIs    | ODIs    | ODIs    |
| Batting             | Batting     | Batting | Batting | Batting | Batting | Batting | Batting | Batting |
| Spieler             | Mannschaft  | Spiele  | Innings | Runs    | Average | HS      | 100s    | 50s     |
| ------------------- | ----------- | ------- | ------- | ------- | ------- | ------- | ------- | ------- |
| Virat Kohli         | Indien      | 3       | 3       | 204     | 68,00   | 99      | 0       | 2       |
| Dwayne Bravo        | West Indies | 3       | 3       | 160     | 80,00   | 59      | 0       | 3       |
| Shikhar Dhawan      | Indien      | 3       | 3       | 159     | 53,00   | 119     | 1       | 0       |
| Kieran Powell       | West Indies | 2       | 2       | 129     | 64,50   | 70      | 0       | 2       |
| Darren Sammy        | West Indies | 3       | 3       | 105     | 105,00  | 63*     | 0       | 1       |
| Bowling             |             |         |         |         |         |         |         |         |
| Spieler             | Mannschaft  | Spiele  | Overs   | Wickets | Average | BBI     | 5W      | 10W     |
| Ravi Rampaul        | West Indies | 3       | 28      | 7       | 22,00   | 4/60    | 0       | 0       |
| Ravichandran Ashwin | Indien      | 3       | 29.5    | 6       | 20,66   | 2/37    | 0       | 0       |
| Ravindra Jadeja     | Indien      | 3       | 30      | 5       | 26,00   | 3/37    | 0       | 0       |
| Mohammed Shami      | Indien      | 3       | 23      | 4       | 33,00   | 2/55    | 0       | 0       |
| Suresh Raina        | Indien      | 3       | 22      | 3       | 35,00   | 3/34    | 0       | 0       |
| Bhuvneshwar Kumar   | Indien      | 3       | 22      | 3       | 41,33   | 2/56    | 0       | 0       |
| Jason Holder        | West Indies | 3       | 24      | 3       | 52,66   | 2/48    | 0       | 0       |

## Player of the Series
Als Player of the Series wurden die folgenden Spieler ausgezeichnet.
| Serie | Player of the Series |
| ----- | -------------------- |
| Test  | Rohit Sharma         |
| ODI   | Virat Kohli          |

### Player of the Match
Als Player of the Match wurden die folgenden Spieler ausgezeichnet.
| Spiel   | Player of the Match |
| ------- | ------------------- |
| 1. Test | Rohit Sharma        |
| 2. Test | Pragyan Ojha        |
| 1. ODI  | Virat Kohli         |
| 2. ODI  | Darren Sammy        |
| 3. ODI  | Shikhar Dhawan      |